# Monodontomerus osmiae
Monodontomerus osmiae is een vliesvleugelig insect uit de familie Torymidae. De wetenschappelijke naam is voor het eerst geldig gepubliceerd in 1963 door Kamijo.